# Gare de Merefa
La gare de Merefa (ukrainien : Мерефа (станція)) est une gare ferroviaire située en Ukraine.

## Histoire
La gare est construite en 1869 à la suite de la création de la ligne Ligne de chemin de fer Koursk-Kharkov-Sébastopol.

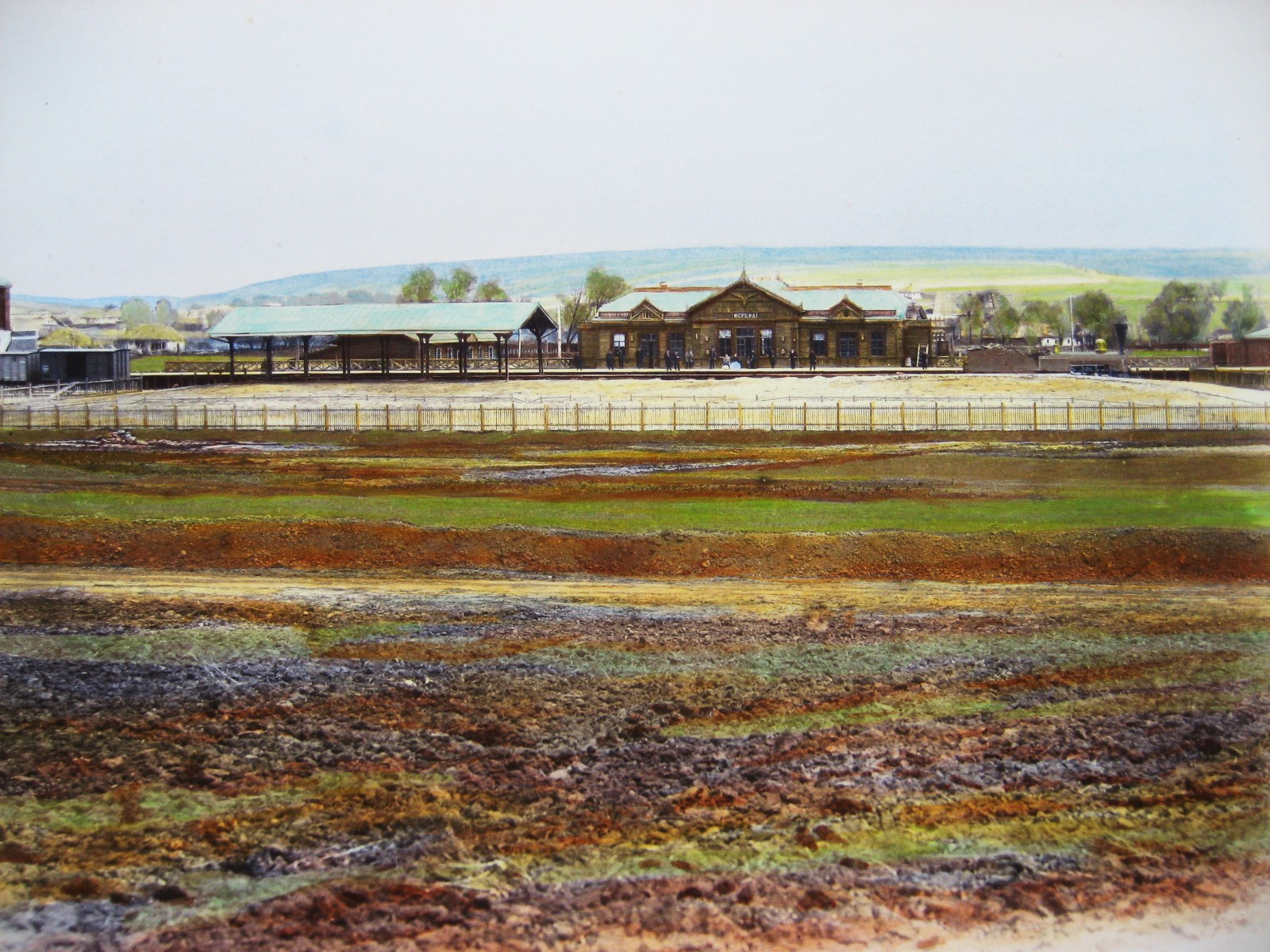
La gare entre 1880 et 1884.